# Olympische Jugend-Sommerspiele 2010/Teilnehmer (Vanuatu)
| Gelbes Symbol für Goldmedaillen mit stilisierten Olympischen Ringen | Graues Symbol für Silbermedaillen mit stilisierten Olympischen Ringen | Braundes Symbol für Bronzemedaillen mit stilisierten Olympischen Ringen |
| ------------------------------------------------------------------- | --------------------------------------------------------------------- | ----------------------------------------------------------------------- |
| —                                                                   | —                                                                     | —                                                                       |

Die Jugend-Olympiamannschaft aus Vanuatu für die I. Olympischen Jugend-Sommerspiele vom 14. bis 26. August 2010 in Singapur bestand aus 22 Athleten, die in zwei Mannschaftssportarten antraten. Sie konnten keine Medaille gewinnen.

## Athleten nach Sportarten

### Basketball
Mädchen
- 20. Platz
- Kader
Lavinia Edgell
Christina Izono
Emily Lango
Poline Maliliu

### Fußball
Jungen
- 5. Platz
- Kader
Seiloni Iaruel
Chanel Obed
Raoul Coulon
Yoan Ben
Jelene Waiwai
Andre Kalselik
Donald Avock
Barry Mansale
Santino Mermer
Steve Bebe
Franco Tawal
Sylver Tenene
George Mahit
Michel Coulon
Petch Ham
Edwin Bai
Jordy Meltecoin
Mois Bong